# Linia 12 de tramvai din Antwerpen
Linia 12 de tramvai din Antwerpen este o linie de tramvai din Antwerpen, Belgia, care începe la Sportpaleis, în districtul Deurne, situat în nordul zonei metropolitane Antwerpen, și se termină la Melkmart, în centrul orașului.

## Istoric
Între anii 1940 și 2006, această linie era cunoscută ca „tramvaiul stadionului” (în neerlandeză stadiontram), deoarece conecta stadioanele echipelor Antwerp FC și Germinal Beerschot. Un alt nume era „placa turnantă” (în neerlandeză draaikestram), din cauza traseului sinuos de pe strada Dambruggestraat. Pe 3 septembrie 1982, linia a fost prelungită cu 1.250 de metri de la stadionul Bosuil către Piața Wim Saerens, aceasta fiind prima extindere a unei linii din anul 1944.

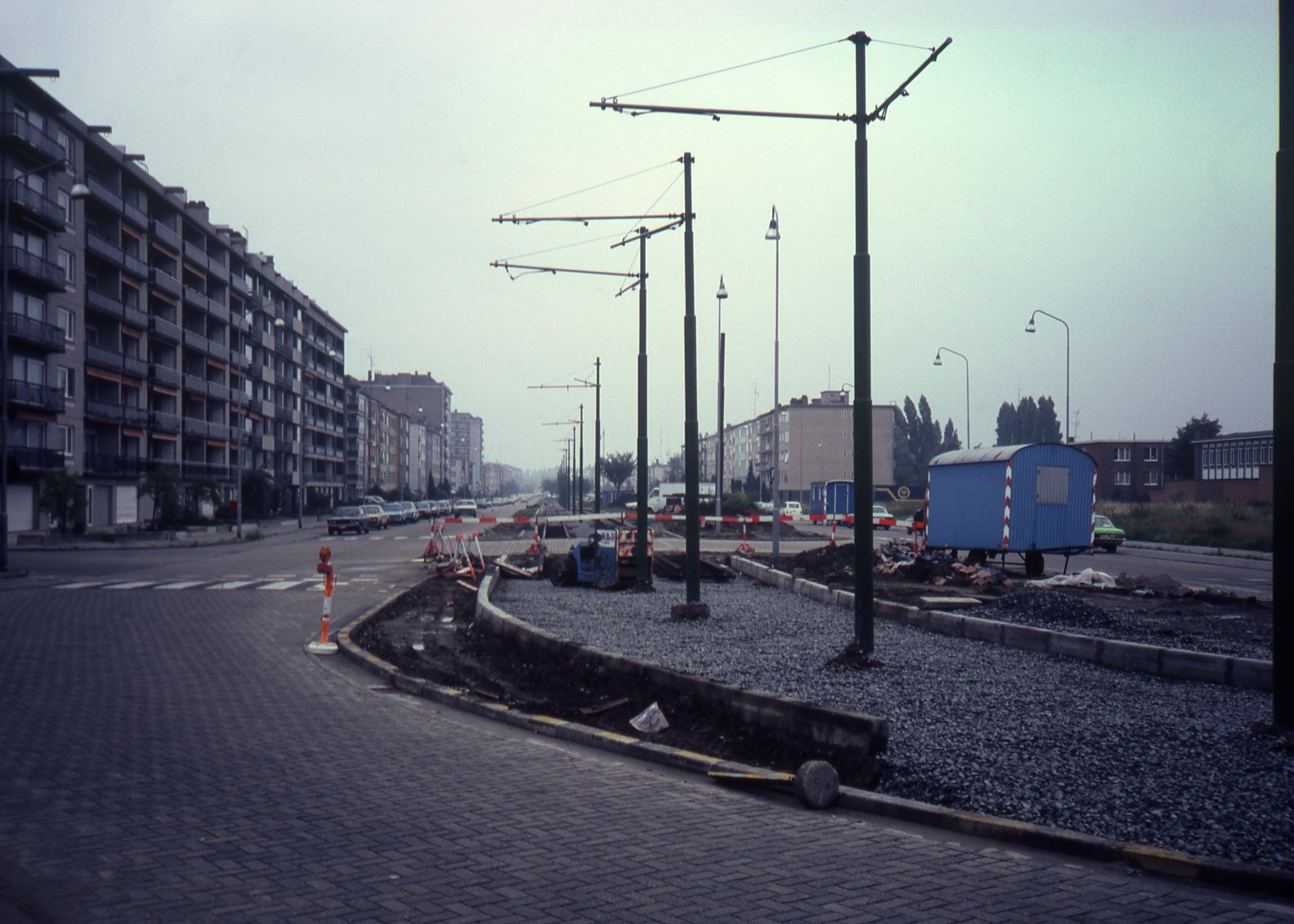
Prelungirea liniei în 1982

 Pe 4 martie 2006, linia 12 a fost scurtată cu aproape 10 kilometri, tramvaiele circulând din acel moment doar între Sportpaleis și Gara Antwerpen-Zuid. Asigurarea legăturii între cele două stadioane a fost preluată de tramvaiele liniilor 5, respectiv 24. Pe 29 aprilie 2006, după finalizarea lucrărilor din Piața Bolivar, linia 12 a fost din nou scurtată, punctul terminus devenind stația Bolivarplaats din fața noului Palat de Justiție. 
În urma reorganizării rețelei de tramvai din 2012 și ca urmare a lucrărilor de pe strada Nationalestraat, tramvaiele liniei 12 au început să circule temporar, începând 30 martie 2013, pe traseul Bolivarplaats - Groenplaats. Din 6 mai 2013 și până pe 5 decembrie 2014, traseul a fost din nou scurtat până în Piața Lambermont, în perioada dintre finalizarea lucrărilor pe Nationalestraat și punerea în serviciu a serviciului de tramvai pe strada Brusselstraat. Din 6 decembrie 2014, tramvaiul 4 a preluat acest traseu, iar linia 12 a fost din nou scurtată până la Bolivarplaats. Din cauza lucrărilor de la Schijnpoort, traseul liniei 12 a fost suspendat, între 2 iulie și 15 august 2016, între Piața Regina Astrid și Sportpaleis. În această perioadă, tramvaiele liniei au circulat doar între stația Bolivarplaats și bucla de întoarcere din Piața Regina Astrid, în fața gării Antwerpen-Centraal.
Din 3 iunie 2017, stația terminus sudică a liniei a fost mutată din Piața Bolivar la Melkmarkt, în vechiul centru al orașului. Linia 12 a înlocuit aici linia 10, care împreună cu linia 8 a preluat de la liniile 12 și 24 deservirea bulevardelor Leien de sud.
În 2015, tramvaiele liniei 12 au transportat 3.271.331 pasageri.

## Traseu și stații
Valabil din 3 iunie 2017:
|   |   |  |   |   | Stație           | Lat/Long                                      | Comună    | Corespondențe           |
| - | - |  | - | - | ---------------- | --------------------------------------------- | --------- | ----------------------- |
|   |   |  | O |   | Sportpaleis      | 51°13′49″N 4°26′34″E / 51.230278°N 4.442778°E | Antwerpen | 2 3 6                   |
|   |   |  | o |   | Schijnpoort      | 51°13′40″N 4°26′23″E / 51.227672°N 4.439663°E | Antwerpen | 2 3 5 6                 |
|   |   |  | o |   | Halenstraat      | 51°13′37″N 4°26′09″E / 51.227082°N 4.435865°E | Antwerpen |                         |
|   |   |  | o |   | Stuivenberg      | 51°13′37″N 4°25′43″E / 51.226830°N 4.428492°E | Antwerpen |                         |
|   |   |  | o |   | Gasstraat        | 51°13′34″N 4°25′29″E / 51.226031°N 4.424749°E | Antwerpen |                         |
|   |   |  | o |   | Sint-Gummarus    | 51°13′29″N 4°25′19″E / 51.224678°N 4.421861°E | Antwerpen |                         |
| ↑ | o |  |   | ↓ | Richard          | 51°13′26″N 4°25′11″E / 51.223883°N 4.419656°E | Antwerpen |                         |
|   |   |  | o |   | De Coninck       | 51°13′18″N 4°25′15″E / 51.221623°N 4.420922°E | Antwerpen |                         |
|   |   |  | o |   | Centraal Station | 51°13′08″N 4°25′17″E / 51.218889°N 4.421389°E | Antwerpen | 2 3 5 6 8 10 11 24 SNCB |
|   |   |  | o |   | Rooseveltplaats  | 51°13′10″N 4°25′03″E / 51.219511°N 4.417427°E | Antwerpen | 10 11 24                |
| ↑ | o |  |   | ↓ | Jezusstraat      | 51°13′04″N 4°24′54″E / 51.217695°N 4.415137°E | Antwerpen | 11 24                   |
| ↑ | o |  | o | ↓ | Sint-Jacob       | 51°12′51″N 4°24′42″E / 51.214116°N 4.411791°E | Antwerpen | 11 24                   |
| ↑ | o |  | o | ↓ | Sint-Katelijne   | 51°12′42″N 4°24′31″E / 51.21166°N 4.408508°E  | Antwerpen | 11 24                   |
| ↑ |   |  | O | ↓ | Melkmart         | 51°12′15″N 4°23′17″E / 51.204222°N 4.388078°E | Antwerpen | 11 24                   |
|   |   |  |   |   |                  |                                               |           |                         |

## Exploatarea liniei
Linia 12 este exploatată de De Lijn. Ea este parcursă de tramvaie în circa 18 minute.

## Materialul rulant
Pe această linie circulă numai tramvaie PCC.

## Simbolul liniei
Simbolul acestei linii, prezent pe afișajul tramvaielor, este cifra „12” scrisă cu culoare albă pe un cartuș rectangular de culoare roșie.

## Planuri de viitor
Linia 12 a fost aleasă ca traseu de probă pentru testarea exploatării cu autobuze electrice. Circulația acestora se va face concomitent cu cea a tramvaielor, pe secțiunea Gara Antwerpen-Centraal - Schijnpoort.